# Йоанис Зисис
Йоанис Зисис (на гръцки: Ιωάννης Ζήσης) е гръцки революционер от Македония, деец на гръцката въоръжена пропаганда в Македония.

## Биография
Роден е в 1850 или в 1855 година в леринското село Неред. Дядо му поп Спирос е от село Слатина, Костурско, което е било турски чифлик. Поради злоупотребите и потисничеството на турците той се заселва в Негован, Леринско, откъдето по-късно се мести в Неред, където има място за свещеник. Присъединява се към гръцката пропаганда и подкрепя гръцките революционни усилия в Леринско. Обявен е за агент от I ред. От 1903 до 1909 година е член на Комитета за борба в град Лерин, натоварен със задачата да координира и ръководи действията на пратениците и водачите на гръцките чети. Български дейци убиват брат му поп Константин и правят опит да го убият и него, и той е принуден със семейството си да се установи в Лерин. По-късно става представител на банка „Анатоли“ в Битоля, където продължава да се занимава с революционна дейност. Сътрудничи с Лаки Пирза и Стефос Григориу. В 1905 година е арестуван и осъден на смърт, но успява да избяга. Награден е с възпоменателна грамота с медала на Македонската борба.
Умира в 1955 година.
Къщата му в Лерин е обявена за паметник на културата.